# MAPK фосфатазы

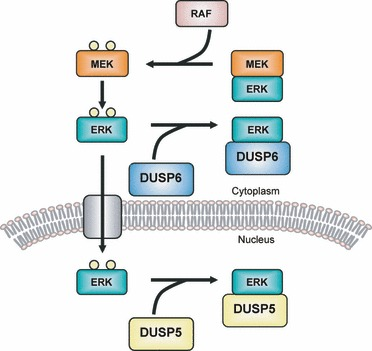
Схема взаимодействия и кооперации протеинкиназы MEK с фосфаазами DUSP5 и DUSP6/MKP-3 в цитоплазме и в клеточном ядре. Киназа RAF активирует MEK. Активированная MEK фосфорилирует ERK, которая после этого переносится белком-транспортёром через ядерную мембрану в ядро. Дефосфорилированная ERK остаётся в ядре.

Фосфатазы митоген-активируемых протеинкиназ (MAPK фосфатазы; MKP) — большой класс фосфатаз, участвующих в ингибировании активности митоген-активируемых протеинкиназ (MAPK) и тушении сигнальных путей MAPK. Сигнальные пути MAPK регулируют многочисленные процессы развития и поддержания гомеостаза, включая регуляцию генов, клеточное деление, програмируемую клеточную смерть и стрессактивируемые ответы. Таким образом, MAPK фосфатазы являются важными регуляторными компонентами этих сигнальных путей.

## Функции

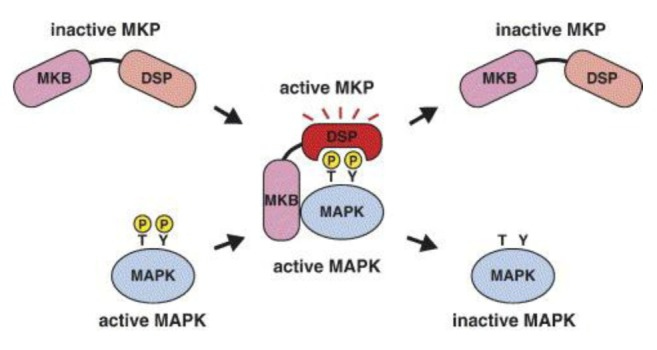
Активированная протеинкиназа (MAPK) связывается со MAPK-связывающим участком (MKB) на молекуле фосфатазы. Это активирует фосфатазный домен (DSP)фосфатазы MKP, которая дефосфорилирует киназу и инактивирует её.

MAPK фосфатазы присутствуют только у эукариот и отрицательно регулируют митоген-активируемые протеинкиназы (MAPK), участвуя в цикле регуляции на этапе тушения сигнала. Эти фосфатазы известны как фосфатазы двойной специфичности (dual-specificity phosphatases; DUSP), поскольку способны дефосфорилировать как треонин, так и тирозин в каталитических центрах MAPK. MAPK фосфатазы содержат активный участок на C-конце молекулы, а регуляторный участок — на N-конце. Участок взаимодействия фосфатазы с протеинкиназой расположен на N-конце фосфатазной молекулы. Процесс опосредован электростатическими связями положительно-заряженных аминокислот на фосфатазе с отрицательно-заряженными остатками на связывающем участке молекулы протеинкиназы.

## Классификация
Класс MAPK фосфатаз включает 10 ферментов, которые могут быть разделены на три подкласса на основе генной структуры и типа субстрата, с которым они взаимодействуют. На основе структуры генов фосфатазы DUSP1, DUSP2, DUSP4 и DUSP5 входят в подгруппу 1. DUSP6, DUSP7, DUSP9 и DUSP10 — в подгруппу 2, а DUSP8 и DUSP16 — в подгруппу 3. Кроме этого, к классу MAPK фосфатаз относят фермент MKP-8, который играет роль в ингибировании киназы p38.
Фосфатазы с двойной специфичностью (DUSP) относятся к семейству протеинтирозинфосафатаз. По внутриклеточной локализации MAPK фосфатазы (MKP) делятся на три типа: I, II и III. Ферменты I типа находятся в клеточном ядре, фосфатазы II типа локализуются в цитоплазме, а III типа — могут находиться как в ядре, так и в цитоплазме. Различная локализация фосфатаз позволяет регулировать различные сигнальные пути. Например, MKP-1, относящийся к типу I, контролирует экспрессию генов, инактивируя определённую подгруппу MAPK.
Хотя N-концевой участок отличается у разных фосфатаз, они все, как правило, содержат C2-домен. Например, у фосфатазы MKP-1 участок, связывающий протеинкиназу MAPK, расположен между доменами CH2A и CHB, локализованными на N-конце.
Фосфатаза II типа MKP-3, которая регулирует активность киназы ERK2 за счёт дефосфорилирования последнего и удерживает киназу в цитозоле. Более того, MKP-3 связывает ERK2 не зависимо от фосфорилирования последней. Фосфатаза I типа MKP-4 отличается от других фосфатаз своей тканевой локализацией: она представлена в плаценте, почках и в эмбриональных клетках печени. Фосфатаза, относящаяся к III типу, MKP-5 специфически связывается с протеинкиназами p38 и SPK/JNK и обнаруживается как в цитоплазме, так и в ядре. MKP-5 локализуется в сердце, лёгких, печени, почках и скелетных мышцах. Некоторые фосфатазы относятся к атипической группе. Так VHR содержит только DSP домен. VHR локализована в лимфоидных и гематопоэтических клетках и инактивирует ERK1/2 и JNK в Т-клеточном рецепторе. Кроме этого, VHR также индуцирует остановку клеточного цикла.
| MAPK фосфатаза | Синоним | Тип |
| -------------- | ------- | --- |
| DUSP1          | MKP-1   | I   |
| DUSP2          |         | I   |
| DUSP4          | MKP-2   | I   |
| DUSP5          |         | I   |
| DUSP6          | MKP-3   | II  |
| DUSP7          |         | II  |
| DUSP8          |         | III |
| DUSP9          | MKP-4   | II  |
| DUSP10         | MKP-5   | ?   |
| DUSP14         | MKP-6   | ?   |
| DUSP16         | MKP-7   | III |
| DUSP26         | MKP-8   | I   |